# Переяслав-Хмельницкое викариатство
Переясла́в-Хмельни́цкое викариа́тство — викариатство Киевской епархии Украинской Православной Церкви (Московского патриархата).
В попечение викариатства были вверены Переяслав-Хмельницкий, Бориспольский, Обуховский и Васильковский районы Киевской области.

## Названия
- Переяславская (упом. 1036)
- Переяславская и Сарайская (1269—1279/ок. 1291)
- Переяславская и Бориспольская (коадъюторская/викарная) (1698 — 31 августа 1733)
- Переяславская и Бориспольская (31 августа 1733 — 27 марта 1785)
- Переяславская и Бориспольская (коадъюторская/викарная) (27 марта 1785 — 16 октября 1799)
- Малороссийская и Переяславская (16 октября 1799 — 4/17 декабря 1803)
- Переяславская (викарная) (сентябрь — конец 1922)
- Переяслав-Хмельницкая (викарная) (1943—2011)
- Переяслав-Хмельницкая и Вишневская (викарная) (с 2011)

## История
Самое раннее предполагаемое время устроения православной кафедры в Переяславе (тогда Переяславле-Русском) — конец X века. С 990-х Переяслав был местопребыванием русских митрополитов — по свидетельству Никоновской летописи, «живяхо тамо множае митрополиты Киевские и всея Руси, и епископы поставляхо тамо». Лишь после завершения заложенного в 1037 году Софийского собора кафедра была перенесена в титулярную столицу Киев.
Основание Переяславской епархии обычно датируют 1054 годом. По другим сведениям — 1072 год, есть упоминания под 1036 годом. Одной из отличительных черт политического строя Руси после смерти киевского князя Ярослава Мудрого (1019—1054) было своеобразное соправление (за которым в историографии закрепилось не вполне удачное название «триумвират») его сыновей — Изяслава Киевского, Святослава Черниговского и Всеволода Переяславского. На этот период приходятся отрывочные известия о существовании на Руси, наряду с Киевской митрополией, учреждённой вскоре после крещения в конце X в., ещё двух — в Чернигове и Переяславле Русском. Череду переяславских митрополитов открыл грек Леон(т), автор антилатинского трактата об опресноках; он скончался, вероятно, зимой 1071—1072 г. или весной 1072 г., коль скоро в мае 1072 г. переяславскую кафедру возглавлял уже Петр. Святительство Петра и его преемника Николая также было кратким, потому что поставление Ефрема необходимо датировать не позднее 1076 г.; можно предполагать, что либо кандидатура Петра, либо Николая (а может быть, и того, и другого) в митрополиты не смогла пройти утверждения в Константинополе, ибо в перечне митрополий 80-х годов XI века Переяславская митрополия обозначена не рядом с Черниговской, на 73-м месте, а существенно ниже, под № 77, что предполагает её возобновление после известного перерыва.
В 1239 году во время монголо-татарского нашествия на Русь Переяславль был разрушен и епархия пресеклась. В 1261 году её территория, а в 1269 году — наименование были переданы Сарайским владыкам при татарском хане. Окончательное упразднение этой титулярной кафедры произошло в 1279 году или около 1291 года.
В 1695 году митрополит Киевский Варлаам Ясинский возбудил дело об учреждении в Переяславе архиерейской кафедры, и в 1698 году вновь «дано было повеление о постановлении епископа в Переяслав…». Епархия была возрождена в 1700—1701 годах как коадъюторство (викариатство) Киевской епархии. Кафедральным собором стал возведённый в 1700 году Вознесенский собор.
31 августа 1733 года Переяславская епархия стала самостоятельной.
Осенью 1738 года в Переяславе была учреждена семинария. В 1756 году от Киевской в Переяславскую были перечислены церкви Крыловской и Новомиргородской протопопий, находившихся на правой стороне Днепра. В 1777 и 1778 годах многие монастыри и церкви Киевской епархии были перечислены в Переяславскую.
С 27 марта 1785 года — снова викариатство Киевской епархии.
Согласно Высочайшему повелению от 16 октября 1799 года о приведении в соответствие епархиальных и губернских границ, Переяславская кафедра снова обретает самостоятельность под именем Малороссийской и Переяславской и занимает территорию созданной в 1796 году Малороссийской губернии в состав которой входит и вся Полтавщина.
Вследствие изменения губернского устройства, 17 декабря 1803 года указом Святейшого Синода Малороссийская епархия была преобразована Полтавскую.
2-5 сентября 1922 было на совещании православных архиереев принято решение «в связи с распространением расколов самосвятского и обновленческого необходимо для борьбы с ними увеличить количество викариатств Полтавской епархии», в числе которых было учреждено и Переяславское, на которое был посвящён Петр (Киреев), однако вскоре его перевели на Старобельское викариатство.
Следующее назначение на кафедру последовало только 11 ноября 1954 года. C тех пор на Переяслав-Хмельницкое викариатство уже не пресекалось надолго.
Решением Священного синода УПЦ от 23 декабря 2010 года в попечение викариатства были вверены Переяслав-Хмельницкий, Бориспольский, Обуховский и Васильковский районы Киевской области. Управлял Переяслав-Хмельницким викариатством не находящийся на одноимённой кафедре архиепископ Александр (Драбинко), а епископ Васильковский Пантелеимон (Поворознюк).
С 14 июня 2011 года епископ титулуется Переяслав-Хмельницким и Вишневским.
25 сентября 2013 года решением Священного Синода Украинской Православной Церкви (Журнал №58) из состава Киевской епархии выделена Бориспольская епархия, в состав которой вошёл город Переяслав-Хмельницкий, однако титул был сохранён за викарием Киевской митрополии.

## Епископы
- Николай (1054—1072)
- Пётр (1072—1082)
- Николай (?)
- Леон (ок. 1069/1070 — до 1076)[6]
- Ефрем Печерский (упом. 1089 — ок. 1098)
- Симеон (? — ?)
- Лазарь (11 ноября 1104 — 16 сентября 1117)
- Андрей (1117 г.)
- Сильвестр (1 января 1118 — 12 апреля 1123)
- Николай (1123—1123)
- Иоанн (1123—1125)
- Марк (Макарий) (4 октября 1125 — 6 января 1134)
- Маркелл (1134 — 9 февраля 1135)
- Макарий (1135—1141)
- Евфимий (1141—1155)
- Василий (1156—1168)
- Антоний (1168—1197)
- Павел (1198—1231)[7]
- Симеон II (1239 (?) — 2 августа 1239)[8]
- Феодор (1239—1269)
- Феогност (1269—1279)
- Сильвестр (Яворский) (уп. 1596)

Переяславское викариатство Киевской епархии
- Захария (Корнилович) (11 октября 1700 — 28 августа 1715)
- Кирилл (Шумлянский) (октябрь 1715 — 30 ноября 1726)
- Иоаким (Струков) (4 июня 1727 — 8 июня 1730)
- Варлаам (Леницкий) (8 июня 1730 — 13 апреля 1731)

Переяславская и Бориспольская епархия
- Арсений (Берло) (28 января 1733 — 2 октября 1735, 3 января 1736 — 7 июня 1744)
- Никодим (Скребницкий) (2 февраля 1745 — 12 июня 1751)
- Сильвестр (Иванов) (1751—1753) в/у, иеромонах
- Иоанн (Козлович) (7 марта 1753 — 16 марта 1757)
- Гервасий (Линцевский) (27 июля 1757 — 22 декабря 1769)
- Иов (Базилевич) (31 октября 1770 — 2 мая 1776)
- Иларион (Кондратовский) (17 июля 1776 — 27 марта 1785)

Переяславское викариатство Киевской епархии
- Виктор (Садковский) (9 июня 1785 — 12 апреля 1793)
- Димитрий (Устимович) (14 августа 1793 — 1 мая 1795)
- Амфилохий (Леонтович) (24 июня 1795 — 1 июля 1799)

Малороссийская и Переяславская епархия
- Сильвестр (Лебединский) (25 сентября 1799 — 17 декабря 1803)

Переяславское викариатство Киевской епархии
- Петр (Киреев) (осень 1922 — 12 февраля 1923)

Переяслав-Хмельницкое викариатство Киевской епархии
- Нестор (Тугай) (11 ноября 1954 — 16 марта 1961)
- Боголеп (Анцух) (5 февраля — 25 мая 1965)
- Феодосий (Дикун) (4 июня — 7 октября 1967)
- Владимир (Сабодан) (28 ноября 1968 — 20 марта 1969)
- Савва (Бабинец) (30 марта 1969 — 2 февраля 1972)
- Варлаам (Ильюшенко) (22 октября 1972 — 18 марта 1977)
- Антоний (Москаленко) (13 октября 1985 — 30 декабря 1986)
- Палладий (Шиман) (8 февраля 1987 — 30 ноября 1988)
- Ионафан (Елецких) (23 апреля 1989 — 23 апреля 1991)
- Алипий (Погребняк) (23 января — 28 мая 1992) назначения не принял
- Антоний (Фиалко) (27 июля 1992 — 22 июня 1993)
- Иоанн (Сиопко) (13 декабря 1996 — 26 июля 2000)
- Митрофан (Юрчук) (30 июля 2000 — 31 мая 2007)
- Александр (Драбинко) (19 декабря 2007 — 17 декабря 2018)
- Дионисий (Пилипчук) (с 19 декабря 2018 года)